# Electroclash
L'Electroclash, spesso chiamata anche synthcore, retro-electro, tech-pop, nouveau disco e new new wave è un genere musicale che fonde l'electro, la new wave e il synth-pop degli anni '80 con la techno degli anni '90, lo stile retrò electropop e musica dance elettronica. Il genere nacque alla fine degli anni '90 e secondo alcuni critici raggiunse il suo apice tra il 2002/03. Tra I musicisti a cui l'electroclash è spesso associata ci sono I-F, DJ Hell, Miss Kittin e The Hacker e Fischerspooner.

## Terminologia e caratteristiche

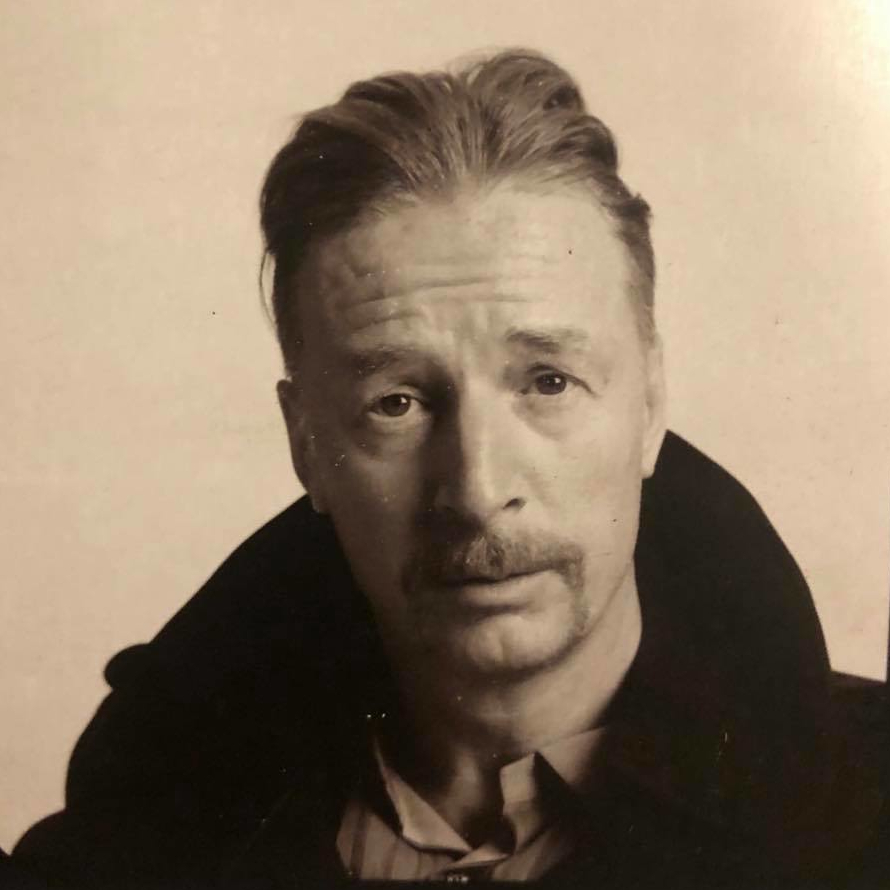
DJ Hell nel 2002

Il termine electroclash indica un movimento musicale che combinava synthpop, techno, punk e performance art. Viene fatto ampio uso di drum machine e linee di sintetizzatori. Nato come reazione alle rigide strutture della musica techno, l'electroclash pone l'accento sulla scrittura di canzoni, sulla spettacolarità e sul sense of humour, ed è stata descritta da The Guardian come uno dei "due sconvolgimenti più significativi nella recente storia della musica da ballo". Sotto il profilo estetico vi sono forti collegamenti con la scena artistica della seconda metà degli anni settanta (Vivienne Westwood, Andy Warhol, lo stile dei Kraftwerk, l'Avanguardia distopica della New York Downtown dei primi anni ottanta) e più in generale con la cultura del periodo a cavallo tra gli anni settanta e '80: gli artisti electroclash si vestono infatti con tagli di capelli asimmetrici, cravatte sottili e abiti borchiati.. L'estetica visuale dell'electroclash è stata spesso associata al film cult del 1982 Liquid Sky. DJ Hell è ampiamente accreditato come inventore del nome del genere, mentre il DJ e promotore Larry Tee in seguito ha reso popolare il termine negli Stati Uniti con l'Electroclash 2001 Festival di New York.

## Storia

### Il ruolo della International Deejay Gigolos

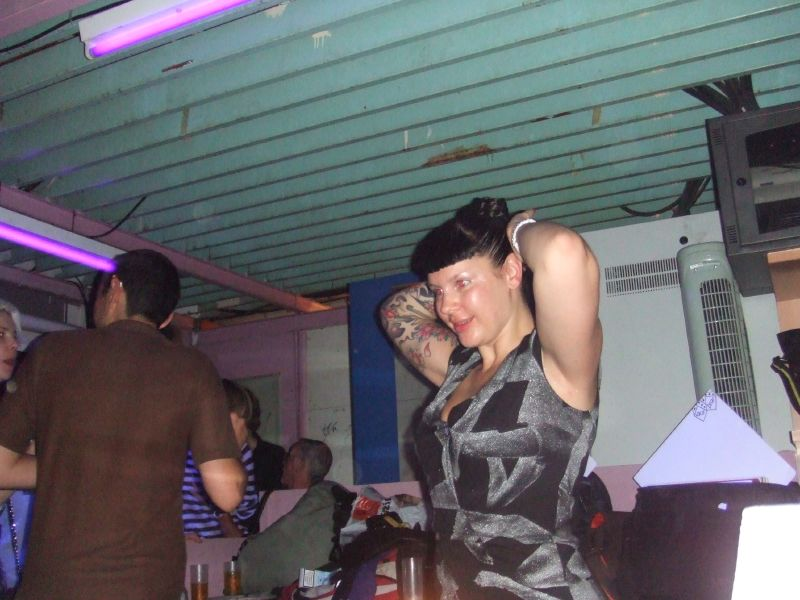
Miss Kittin in una foto del 2006 al Liquid di Barcelona

Electroclash nacque alla fine degli anni '90. L'etichetta International DeeJay Gigolo Records, con sede a Monaco di Baviera, fondata da DJ Hell, è considerata spesso la "cellula germinale" e "la casa" del suono electroclash. La Gigolo comprendeva molte delle prime canzoni electroclash, come ad esempio "I'm a Disco Dancer" di Christopher Just del 1997 o "Save the Planet, Kill Yourself" di Chris Korda, che originariamente era stato pubblicato già nel 1993. Poi, nel 1998, la Gigolo pubblicò le canzoni "1982" e "Frank Sinatra" del duo francese Miss Kittin & The Hacker, che furono tra le prime hit di successo del nuovo genere. E poi "Emerge" del duo newyorkese Fischerspooner, così come dal remake di "Sunglasses at Night" di Corey Hart rifatta dal duo canadese Tiga & Zyntherius, entrambi pubblicati su Gigolo nel 2001. DJ Hell ha riunito gli artisti del nuovo genere attorno all'etichetta, agendo principalmente come loro mentore. Ma anche le pubblicazioni di Hell come l'album "Munich Machine" del 1998 sono considerate rivoluzionarie per il genere Electroclash. Nel documentario "Welcome to the club! 25 years of electronic dance music" della rete televisiva europea arte, Miss Kittin descrive l'origine delle prime canzoni del nuovo stile insieme a DJ Hell e lo descrive come l'inventore del genere Electroclash. Dal momento che DJ Hell ha riunito gli artisti internazionali del nuovo genere alla Gigolo di Monaco e molti di loro hanno dato le loro prime esibizioni nei nightclub della città, Monaco è considerata la città in cui l'electroclash "è stato significativamente co-inventato, se non inventato". Presto il nuovo stile musicale si diffuse anche in altre città come Berlino, Londra e New York.

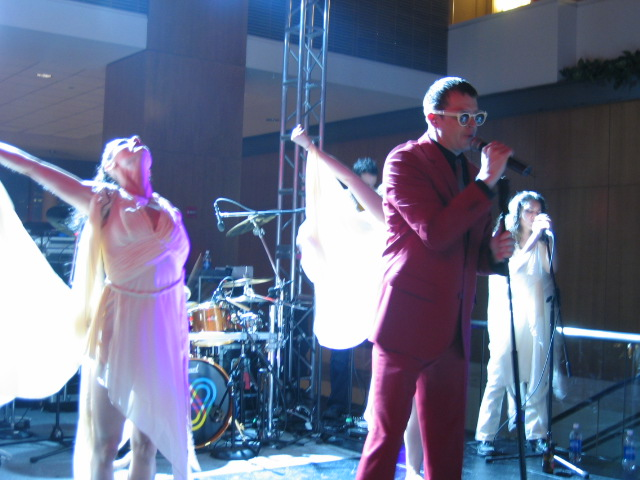
Fischerspooner in un concerto a NYC nel 2005

Il genere electroclash ebbe fra i suoi anticipatori i Dopplereffekt, I-F e gli Adult. che, durante gli anni novanta, facevano musica elettronica citando varie stilistiche del decennio precedente. Il termine electroclash venne utilizzato per la prima volta nel 2001 dal pioniere del genere Larry Tee. Nato come movimento underground durante i primissimi anni duemila in diverse grandi città occidentali come Londra, Berlino e New York, l'electroclash si diffuse nei club di tutto il mondo, spinto specialmente dalle serate degli artisti della Gigolo Records di Dj Hell.
Anche il brano di I-F "Space Invaders Are Smoking Grass", pubblicato nel 1998 su Disko B, con le sue "dinamiche strofa-ritornello vecchio stile all'elettronica gorgogliante in un omaggio con il vocoder agli hi-jink dell'era Atari" è considerato uno dei brani pionieristici del genere electroclash. Altri tra i primi artisti di questo genere furono Chicks on Speed, Peaches, ADULT. e Toktok vs Soffy O con il loro successo del 2000 Missy Queen's Gonna Die.
Durante i loro primi anni, i Ladytron sono stati talvolta etichettati come electroclash, ma altri hanno affermato che non erano parte di questo filone, fin quando non fu la stessa band che rifiutò questa definizione. Gli album di Goldfrapp Black Cherry (2003) e Supernature (2005) incorporavano influenze electroclash.

### L'Electroclash negli States
Negli Stati Uniti il genere ha attirato l'attenzione dei media, nell'ottobre 2001 con l'Electroclash Festival di New York quando per "dare una svolta locale con questa scena, presentarono un gruppo selezionato di artisti superstar e pionieri dall'Europa e dagli Stati Uniti.". L'Electroclash Festival si è tenuto di nuovo nel 2002 con successivi tour dal vivo negli Stati Uniti e in Europa nel 2003 e nel 2004. Altri artisti degni di nota che si sono esibiti al festival e nei successivi tour includono Scissor Sisters, ADULT, Erol Alkan, Princess Superstar, Mignon, Mount Sims, Tiga e Spalding Rockwell.